# El tren dels espies
El tren dels espies (títol original: Avalanche Express) és una pel·lícula anglesa de 1979. Va ser dirigida en gran part per Mark Robson, que va morir d'una crisi cardíaca el juny de 1978 abans de la fi del rodatge i va ser reemplaçat per Monte Hellman.
Robert Shaw, l'actor principal, va morir de la mateixa manera abans de la postsincronització de la pel·lícula; la seva veu va ser doblada per un desconegut que, per homenatge cap a Robert Shaw, va refusar cobrar els seus emoluments.
Ha estat doblada al català.

## Argument
El general Marenkov decideix passar a l'oest. Serà ajudat en aquesta temptativa per l'agent secret Wargrave. En vista de la importància de la seva funció a la Unió soviètica, els agents moscovites (entre els quals l'agent Bunin) faran de tot per eliminar-lo incloent-hi posar en marxa allaus en el trajecte del tren.

## Repartiment
- Robert Shaw: General Marenkov
- Lee Marvin: Coronel Harry Wargrave
- Maximilian Schell: l'agent Bunin
- Linda Evans: Elsa Lang
- Joe Namath: Leroy
- Horst Buchholz: Scholten
- Mike Connors: Haller
- David Hess: Geiger